# Likwidacja Prus
Likwidacja Prus – wydarzenie, które miało miejsce 25 lutego 1947 roku na mocy ustawy Sojuszniczej Rady Kontroli Niemiec, organu zarządzającego okupowanymi po II wojnie światowej Niemcami, prowadzące do rozwiązania Prus.

## Tło historyczne
Prusy były przez kilka stuleci główną potęgą w Europie Środkowej. Szczególną sławę zyskały w XVIII i XIX wieku, głównie dzięki sile swojej armii. Podczas panowania Fryderyka Wilhelma zwanego Wielkim Elektorem (1640–1688), Prusy zwiększyły liczebność swojego wojska do 40 000 żołnierzy i ustanowiły skuteczną administrację wojskową. Kiedy jego wnuk Fryderyk Wilhelm I (1713–1740), podjął się szeroko zakrojonych reform wojskowych, zapoczątkował tradycję kraju w zakresie rozbudowanego budżetu wojskowego, który wzrósł do 80% całego rocznego budżetu Prus. W chwili jego śmierci w 1740 roku wojsko pruskie rozrosło się do stałej armii liczącej 83 000 żołnierzy. W wojnie o sukcesję austriacką (1740–1748) i wojnie siedmioletniej (1756–1763) jego syn Fryderyk II Wielki (1740–1786) zdobył Śląsk od Monarchii Habsburgów i podniósł Królestwo Prus do rangi wielkiego mocarstwa europejskiego. W tym czasie wielcy pruscy właściciele ziemscy znani jako junkrzy mieli praktycznie monopol na przynależność do korpusu oficerskiego armii, który w większości utrzymali przez resztę istnienia Prus.
Rozbicie armii pruskiej przez wojska cesarza Francuzów Napoleona w bitwach pod Jeną i Auerstedt w 1806 roku i w całej kampanii pruskiej, zmusiły Prusy do zmiany taktyki i modernizacji uzbrojenia armii. Ulepszenia te pomogły Prusom odnieść zwycięstwa nad Danią w II wojnie o Szlezwik w 1864 roku, nad Austrią w wojnie prusko-austriackiej w 1866 roku i nad Francją w wojnie francusko-pruskiej (1870–1871). Wojny zakończyły się zjednoczeniem Niemiec pod przywództwem Prus i utworzeniem Cesarstwa Niemieckiego. Prusy stanowiły trzon cesarskiej armii, zwłaszcza jej oficerów, a pruski militaryzm stał się częścią niemieckiego nacjonalizmu. Za rządów kanclerza Rzeszy Ottona von Bismarcka (1871–1890), wojskowe nakazy punktualności, porządku i dyscypliny były częścią pruskich cnót.
Po I wojnie światowej nowe Wolne Państwo Prusy poniosło większość strat terytorialnych Niemiec, ale pozostało dominującym krajem związkowym Republiki Weimarskiej, odpowiadając za około 3/5 jej powierzchni i populacji. Jeszcze przed dojściem Adolfa Hitlera do władzy, republikański rząd pruski został skutecznie zniesiony przez zamach stanu w 1932 roku. Po II wojnie światowej prawie wszystkie straty terytorialne Niemiec ponownie dotyczyły terenów, które były częścią Prus, oficjalnie zlikwidowanych na mocy ustawy nr 46, uchwalonej przez alianckie władze okupacyjne 25 lutego 1947 roku. Rekonstytucji Prus sprzeciwiali się również wpływowi niemieccy politycy, zwłaszcza pierwszy kanclerz RFN, Konrad Adenauer.

## Tekst ustawy
Państwo Prusy, które od zawsze było nośnikiem militaryzmu i reakcji w Niemczech, w rzeczywistości przestało istnieć. Kierując się interesem utrzymania pokoju i bezpieczeństwa narodów oraz pragnieniem zapewnienia dalszego odrodzenia życia politycznego w Niemczech na demokratycznych podstawach, Sojusznicza Rada Kontroli wydaje następujące prawo:

Artykuł I

Państwo Prusy, jego rząd centralny i wszystkie podporządkowane mu urzędy zostają niniejszym rozwiązane.

Artykuł II

Tereny, które były częścią państwa Prusy i które obecnie podlegają zwierzchnictwu Sojuszniczej Rady Kontroli, mają otrzymać status krajów lub zostać do nich włączone. Postanowienia tego artykułu podlegają wszelkim zmianom i innym zarządzeniom, które może wydać aliancka władza kontrolna lub które może ustalić przyszła konstytucja Niemiec.

Artykuł III

Funkcje państwowe i administracyjne oraz majątek i zobowiązania dawnego państwa Prusy mają zostać przekazane uczestniczącym krajom, z zastrzeżeniem ewentualnych umów, które mogą okazać się konieczne i które zostaną podjęte przez aliancką władzę kontrolną.

Artykuł IV

Niniejsza ustawa wchodzi w życie z dniem jej podpisania.

Sporządzono w Berlinie, dnia 25 lutego 1947 roku. Dokument podpisali: francuski generał Marie Pierre Kœnig, sowiecki marszałek Wasilij Sokołowski, amerykański generał Lucius Clay i brytyjski generał Brian Robertson.

## Następstwa
Niemiecka Republika Demokratyczna (Niemcy Wschodnie) zawiesiła ustawę decyzją Rady Ministrów ZSRR, gdy 20 września 1955 roku rozwiązano funkcję Wysokiego Komisarza ZSRR w Niemczech. Zjednoczone Niemcy formalnie uchyliły ustawę 23 listopada 2007 roku, gdy uchwaliły drugą ustawę o uregulowaniu prawa okupacyjnego (Zweites Gesetz zur Bereinigung des Besatzungsrechts).
Likwidacja Prus doprowadziła do usunięcia w 1945 roku przez Pruską Akademię Sztuk Pięknych ze swojej nazwy słowa „pruska”, a następnie do jej ostatecznego rozwiązania w 1955 roku. Pruska Akademia Nauk została przemianowana w 1972 roku. W 1992 roku w ramach procesu zjednoczenia Niemiec została ona zlikwidowana i zastąpiona przez Berlińsko-Brandenburską Akademię Nauk.